# Pośródek pospolity
Pośródek pospolity (Diastylis rathkei)  – gatunek skorupiaka, pospolity w Bałtyku. Występuje także w Morzu Północnym oraz u wybrzeży Wielkiej Brytanii i Irlandii. Ma bardzo charakterystyczny pokrój, dorasta do 22 mm (jednak rzadko). Ciało ma zbudowane z owalnego, rozszerzonego głowotułowia, następnie kilku wolnych segmentów i wyraźnego, cienkiego odwłoka zakończonego płytką ogonową, otoczoną uropodiami.
Pośródka można znaleźć na drobno piaszczystym dnie, w którym się zakopuje. Preferuje wody zimniejsze, w związku z tym przebywa na głębokościach poniżej 30 m, jednak nie schodzi niżej niż 200 m. Jest odporny na warunki beztlenowe, a nawet na obecność związków amonowych.

## Odżywianie
Pośródki odżywiają się mikroorganizmami i materią organiczną zgarnianymi z powierzchni dna.

## Podgatunki
- Diastylis rathkei belgica (Zimmer)
- Diastylis rathkei sarsi (Zimmer)
- Diastylis rathkei typica (Zimmer)